# 킹 파흐드 스포츠 시티 (타이프)
킹 파흐드 스포츠 시티(아랍어: مدينة الملك فهد الرياضية, 영어: King Fahd Sports City)는 사우디아라비아 타이프에 있는 다목적 경기장으로, 1995년 개장했다.